# Казе Капучини (Пескара)
Казе Капучини (итал. Case Cappuccini) је насеље у Италији у округу Пескара, региону Абруцо.
Према процени из 2011. у насељу је живело 40 становника. Насеље се налази на надморској висини од 694 м.